# TV Tokyo
TV Tokyo Corporation (株式会社テレビ東京  Kabushiki Gaisha Terebi Tōkyō?) es un canal de televisión comercial de ámbito nacional japonés que transmite desde Tokio. Fue fundada en 1964, su principal accionista de referencia es el diario Nihon Keizai Shimbun, y es la cadena principal de la red de emisoras TX Network (TXN). Se la conoce popularmente como Teleto (テレ東 Teretō?), es decir la abreviación de «Television Tokyo».
La cadena es la más pequeña de las cadenas de televisión nacionales que emiten desde Tokio. En su programación se destaca la presencia de numerosoas series de anime, tales como Captain Tsubasa, Naruto, Pokémon y Yu-Gi-Oh!.

## Historia
La emisora comenzó sus transmisiones el 12 de abril de 1964, como una cadena educacional puesta en marcha por la Japan Science Promotion Foundation. Durante sus primeros años realizaba emisiones de pocas horas y con programas especializados, aunque en 1968 comenzó a transmitir programas en color.
El 1 de julio de 1968 el canal pasó a denominarse Tokyo Channel 12 Production Limited. Más tarde, el periódico Nihon Keizai Shimbun decide comprar la cadena, e intentará convertirla en una emisora generalista.

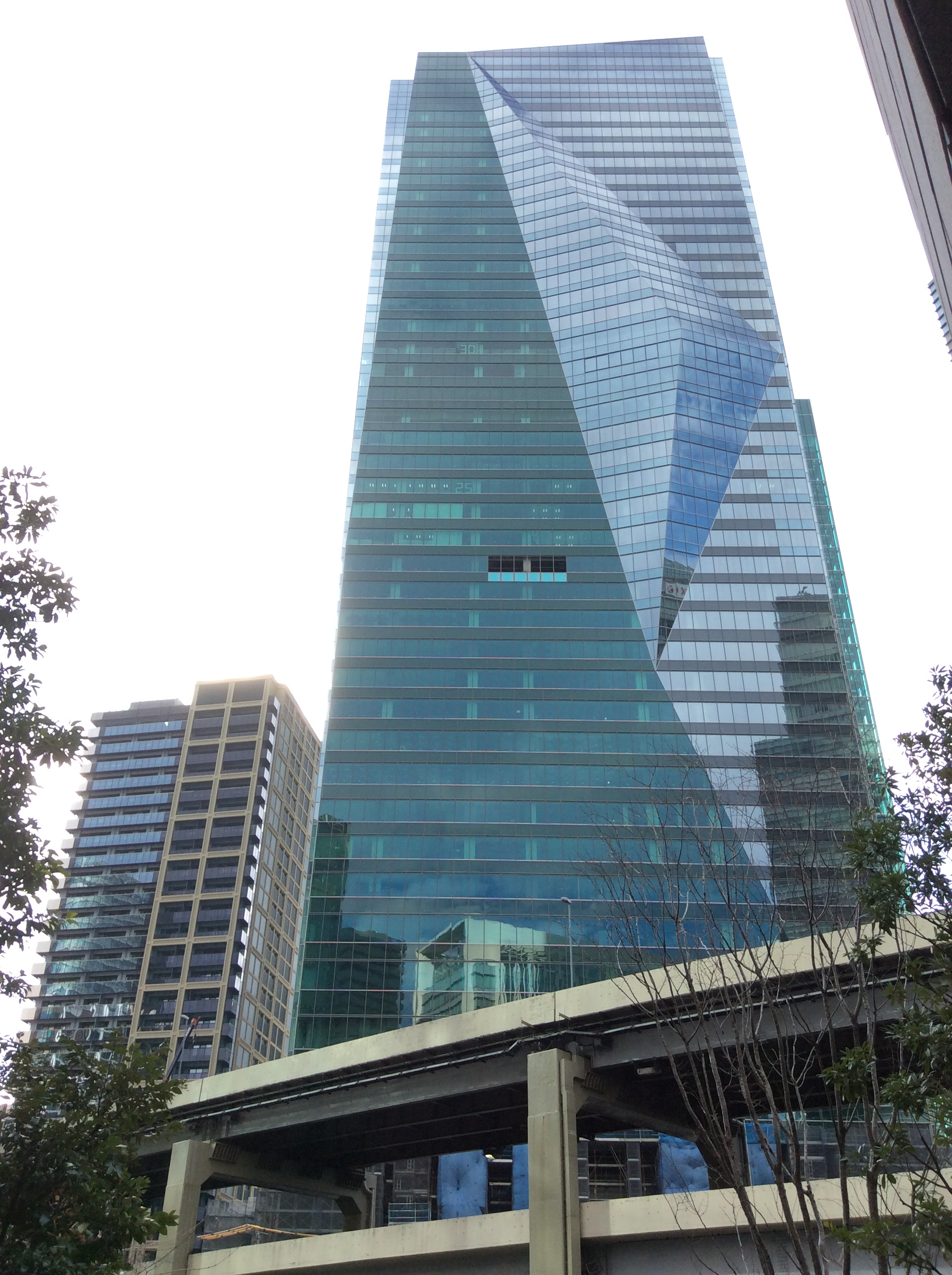
Oficina principal y Actual Oficina de TV Tokyo en Minato (Tokio)

En octubre de 1973 el canal pasa a llamarse Tokyo Channel 12 y afronta una transición a canal de carácter generalista y comercial con la puesta en marcha de nuevos espacios y realizando una ampliación de capital.
En 1981 pasa a llamarse Television Tokyo Channel 12, y en 1983 la cadena forma una red de emisoras llamada Mega TON Network, actual TXN, en la que también entraron TV Osaka y TV Aichi y que contaría con TV Tokyo como emisora principal.
En diciembre de 1985 TV Tokyo traslada sus oficinas principales de Shibakoen a Toranomon (Minato, Tokio).
El logotipo anterior de TV Tokyo se empezó a utilizarlo desde el 1 de octubre de 1998 hasta el 13 de noviembre de 2023. El 12 de diciembre de 1999, se inaugura el segundo estudio ubicado Tennozu Isla. En el año 2000 emplea el uso del formato HDTV en la mayoría de sus programas.
El 25 de enero de 2003, el nombre del canal se cambió de nuevo a TV Tokyo Corporation. Sus accionistas de referencia son el diario Nihon Keizai Shimbun y Mainichi Broadcasting System.

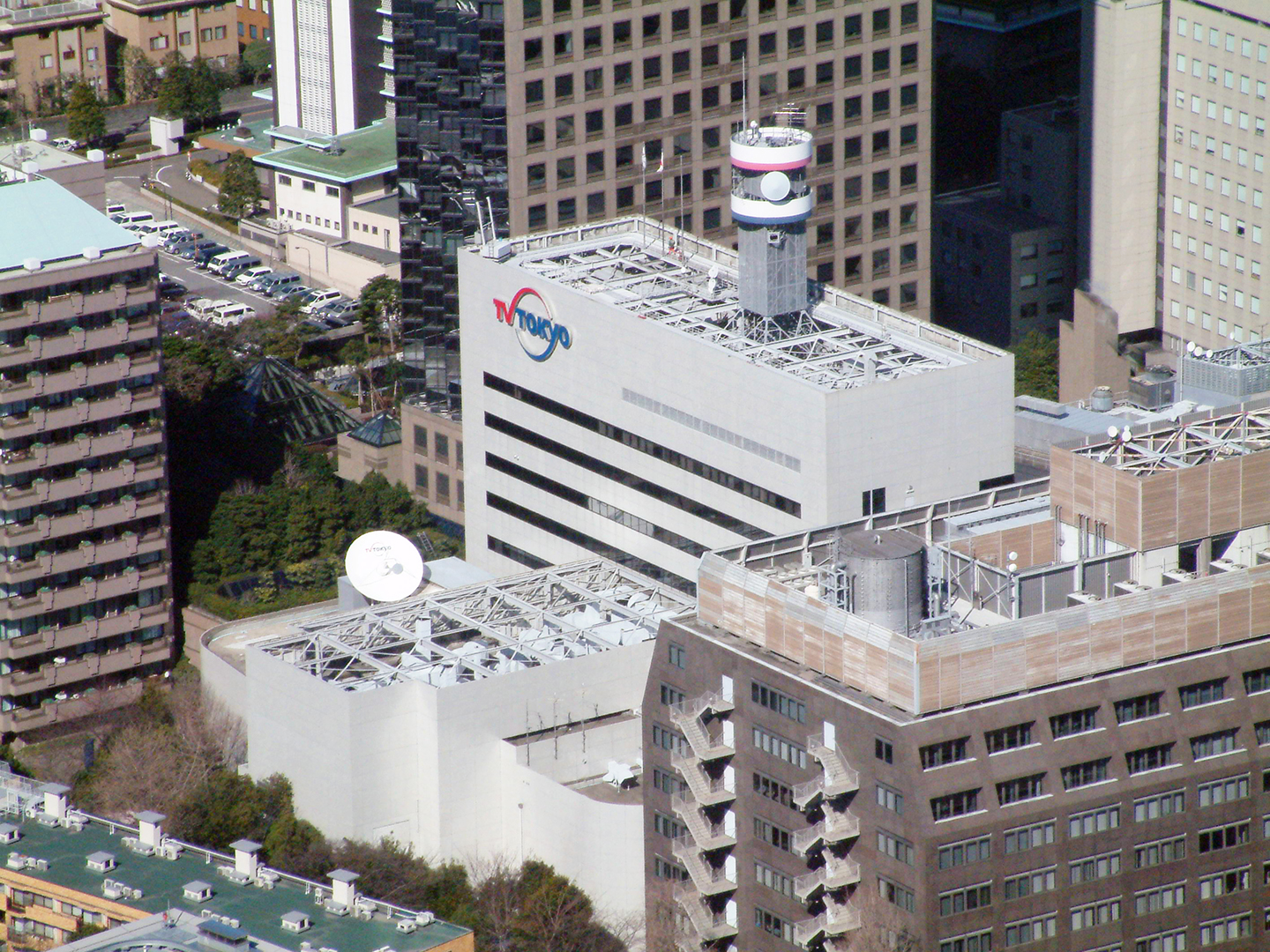
Vista aérea de las antiguas oficinas de TV Tokyo en Minato, Tokio.

El 24 de julio de 2011 dejó de transmitir de forma analógica, esto a causa del fin de la televisión analógica en Japón. Sin embargo, ese día, alrededor de las 11:59, se ve una "cuenta atrás" para el final de la señal analógica y, alrededor del mediodía (hora de Tokio) se pone un aviso del fin de las transmisiones en señal analógica. A las 23:58 (hora de Tokio), la estación mostró una viñeta de despedida, y poco después, la estación salió del aire, siendo el fin de la TV analógica para TV Tokyo, pero a su vez, dando comienzo de las transmisiones digitales.
El logotipo actual de TV Tokyo se empezó a utilizar desde el 13 de noviembre de 2023.

## Transmisión

### Análoga
Transmisiones analógicas finalizadas desde 24 de julio de 2011
- Torre de Tokio: Canal 12.
- Distintivo: JOTX-TV

### Digital
- Control Remoto ID 7
  - Tokyo Sky Tree: Canal 23
  - Mito, Ibaraki: Canal 18
  - Distintivo: JOTX-DTV

## Programación
El canal le da un gran valor para la transmisión del anime para todos, desde los niños hasta los mayoría de los adultos. En comparación con otros canales abiertos, es la que mayor muestra anime en Japón.
TV Tokyo es conocido por transmitir y coproducir animes de gran éxito como Captain Tsubasa, Neon Genesis Evangelion, Pokémon, Yu-Gi-Oh!, Beyblade, Naruto, Bleach, Gintama, Inazuma Eleven, Fairy Tail, Yo-Kai Watch, entre otros. Muchos de sus éxitos fueron capaces de obtener más del 100% de la audiencia, lo cual es un gran destacamiento para un anime.
También dentro su programación están presentes noticieros, documentales, concursos, series, programas de cocina, música, opinión, además animaciones de otros países y eventos deportivos nacionales, e internacionales (como la UEFA y la Copa Asiática).

### Noticias e información
- TXN News
- Morning Satellite
- TXN News eye
- World Business Satellite
- Ladies4

### Anime Dibujo animados
Algunos animes que son o han sido emitidos por la cadena:
- Ahiru no Sora
- Alfred J. Kwak (1989-1991)
- Aikatsu!
  - Aikatsu! 2
  - Aikatsu! 3
- "Aikatsu Stars!"
- Aikatsu Friends!
- Aikatsu on Parade!
- Air Gear
- Akachan to Boku
- AM Driver
- Aqua Kids
- Arata Kangatari
- Asagiri no Miko
- Azumanga Daioh
- B-Daman CrossFire
  - Cross Fight B-Daman eS
- Baka to Test to Shōkanjū
  - Baka to Test to Shoukanju: Nii
- Bakugan Battle Brawlers
  - Bakugan: Nueva Vestroia
  - Bakugan: Los Invasores Gundalianos
  - Bakugan: Mechtanium Surge
- Bakugan (2023)
- BakuTech! Bakugan
  - Baku Tech! Bakugan Gachi
- Bakuto Sengen Daigunder
- Battle Athletes (OVA)
  - Battle Athletes Victory
- Beet the Vandel Buster
  - Beet the Vandel Buster: Excellion
- Beyblade
  - Beyblade V-Force
  - Beyblade G Revolution
- Beyblade: Metal Fusion
  - Beyblade: Metal Masters
  - Beyblade: Metal Fury
  - Beyblade: Shogun Steel
- Binan Koukou Chikyuu Bouei-bu Happy Kiss!
- Binan Koukou Chikyuu Bouei-bu LOVE!
- Binan Koukou Chikyuu Bouei-bu LOVE! LOVE!
- Binbōgami Ga!
- Black Clover
- Bleach
- Blue Dragon
  - Blue Dragon: Trials of the Seven Shadows
- Blue Seed
- Bomberman Jetters
- Bocchi the Rock!
- Boruto: Naruto Next Generations
- Busō Renkin
- Calimero 2014
- Captain Tsubasa
  - Capitán Tsubasa J
  - Capitán Tsubasa - Road to 2002
- Cardfight!! Vanguard（カードファイト!!ヴァンガード、TV Aichi）
  - Cardfight!! Vanguard: Asia Circuit Hen (カードファイト!! ヴァンガード アジアサーキット編、TV Aichi)
  - Cardfight!! Vanguard: Link Joker Hen
  - Cardfight!! Vanguard: Legion Mate-Hen
- Chainsaw Man
- Cowboy Bebop
- Croquette!
  - Gag-Cro
- Cross Game
- Cyborg 009 (1979-1980)
- Cyborg 009 The Cyborg Soldier (2001-2002)
- D.Gray-man
- D•N•Angel
- Daiya no Ace
- Dan Doh!
- Danball Senki
  - Danball Senki W
  - Danball Senki Wars
- DD Hokuto no Ken
- Dora, la exploradora
- Dora (serie de televisión)
- Death Note (Nippon Television)
- Demashita! Powerpuff Girls Z
- Dennou Boukenki Webdiver
- Digimon Universe: Appli Monsters
- Dragon Ball (Fuji TV)
  - Dragon Ball Z (Fuji TV)
  - Dragon Ball GT (Fuji TV)
  - Dragon Ball Z Kai (Fuji TV)
  - Dragon Ball Super (Fuji TV)
  - Dragon Ball Daima (Fuji TV)
- El Cazador de la Bruja
- El país de Donkey Kong
- El teatro de Rumiko
  - Mermaid Saga
- Elemental Gelade
- Endride
- Excel Saga
- Eyeshield 21
- F-Zero
- Fairy Tail
- Final Fantasy: Unlimited
- Flint the Time Detective
- Fortune Arterial
- Forza! Hidemaru
- Fushigi Yuugi
- Fruits Basket
- Full Moon wo Sagashite
- Gakkyu-oh Yamazaki (1997-1998)
- Garo: Guren no Tsuki
- Garo: Honoo no Kokuin
- Garo: Vanishing Line
- Gekkan Shoujo Nozaki-kun
- Gensomaden Saiyuki
  - Saiyuki Reload
  - Saiyuki Reload Gunlock
- Ghost Hunt
- Guru Guru Town Hanamaru-Kun
- Gintama (2006-2010)
  - Gintama' (2011-2012)
- Girlfriend Kari
- Gosick
- Grappler Baki TV
- Gugure Kokkuri-san
- Gungrave
- .hack//Legend of the Twilight
- .hack//Roots
- .hack//SIGN (2002-2003)
- Haiyore! Nyaruko-san
  - Haiyore! Nyaruko-san W
- Hamtaro (2000-2006)
- Hanayamata
- Hayate no Gotoku!
  - Hayate no Gotoku!!
  - Hayate no Gotoku! Can Take My Eyes Off You
  - Hayate no Gotoku! Cuties
- Hi Hi Puffy AmiYumi（ハイ！ハイ！パフィー・アミユミ）
- Hikaru no Go
- Hundred
- Hyakujuu Oh Golion
- Idol Densetsu Eriko (1989-1990)
- Inazuma Eleven
  - Inazuma Eleven GO
  - Inazuma Eleven GO 2: Chrono Stone
  - Inazuma Eleven GO: Galaxy
- Initial D
- I'm gonna be an angel (天使になるもんっ!)
- Inou Battle wa Nichijou-kei no Naka de
- Jester el aventurero
- Jewelpet
  - Jewelpet Twinkle
  - Jewelpet Sunshine
  - Jewelpet Kira☆Deco—!
  - Jewelpet Happiness
  - Lady Jewelpet
- Jitsu wa Watashi wa
- Jubei-chan: The Secret of the Lovely Eyepatch
  - Jubei-Chan 2: The Counterattack of Siberia Yagyu
- K-On! (Tokyo Broadcasting System)
- Kami nomi zo Shiru Sekai
  - Kami Nomi zo Shiru Sekai II
  - Kami Nomi zo Shiru Sekai: Megami-Hen
- Kamichama Karin (2007)
- Kamisama Hajimemashita
- Kare Kano: Las cosas de él y de ella
- Katekyō Hitman Reborn!
- Kenran Butousai: The Mars Daybreak
- Keroro Gunso
- Kiba
  - Kikou Kantai Dairugger XV
- Kimetsu no Yaiba (Tokyo MX)
- Kirarin Revolution
- Kodai Ōja Kyōryū King (TV Asahi)
  - Kodai Ōja Kyōryū Kingu Dī Kizzu Adobenchā: Yokuryū Densetsu (TV Asahi)
- Last Exile
- Level E
- Line Town
- Líos de Pingüino
- Love Hina
- Love Live! School Idol Project (Tokyo MX)
  - Love Live! Sunshine!! (Tokyo MX)
  - Love Live! Nijigasaki High School Idol Club (Tokyo MX)
  - Love Live! Superstar!! (NHK E)
- Madlax
- Magical Princess Minky Momo
- Majin Bone
- Mahō Sensei Negima!
  - Negima!?
- Mahoraba
- Mainichi Kaasan（毎日かあさん）
- Manga Sarutobi Sasuke
- MapleStory
- Maria-sama ga Miteru
  - Maria-sama ga Miteru: Printemps
  - Maria-sama ga Miteru 4th Season
- Martian Successor Nadesico
- Matantei Loki Ragnarok
- Medabots
  - Medarot Damashii
- Medaka Box
  - Medaka Box Abnormal
  - Norisuta Hai
  - Mega Man Star Force 2006-10-07 a 2007-10-27
  - Mega Man Star Force Tribe
- Megaman NT Warrior 2002-03-04 a 2003-03-31
  - Megaman NT Warrior Axess 2003-10-04 a 2004-09-25
  - Megaman NT Warrior Stream 2004-10-02 a 2005-09-24
  - Megaman NT Warrior Beast 2005-10-01 a 2006-04-01
  - Megaman NT Warrior Beast+ 2006-04-08 a 2006-09-30
- Minami-ke
  - Minami-ke: Okawari
  - Minami-ke: Okaeri
  - Minami-ke: Tadaima
- Monsuno
- Mugen no Ryvius
- Mugen Senki Portris
- Mushiking: los guardianes del bosque
- Nabari no Ō
- Naruto
  - Naruto Shippūden
  - Naruto Spin-Off: Rock Lee & His Ninja Pals
- Natsume Yūjin-Chō
  - Zoku Natsume Yūjin-Chō
  - Natsume Yūjin-Chō San
  - Natsume Yūjin-Chō Shi
- Nobunaga the Fool
- Neon Genesis Evangelion
- Nepos Napos
- Noir
- Non Non Biyori
- Ohayo! Spank
- Ojamajo Doremi (TV Asahi)
- One Punch Man
- Onegai My Melody
  - Onegai My Melody - Kuru Kuru Shuffle!
  - Onegai My Melody Sukkiri
  - Onegai My Melody Kirara
- One Piece (Fuji TV)
- Onihei Hankachō
- Osomatsu-san
- Otome Yōkai Zakuro 2010-10-04 a 2010-12-27
- Oushitsu Kyoushi Haine
- Papuwa
- Pluster World
- Pichi Pichi Pitch
- Pichi Pichi Pitch Pure
- Pokémon
  - Pokémon: Atrápalos Ya
    - Pokémon: Islas Naranja
    - Pokémon: Los Viajes Johto
    - Pokémon: Los Campeones de la Liga Johto
    - Pokémon: La Búsqueda del Maestro

  - Pokémon Generación Avanzada
    - Pokémon: Fuerza Máxima
    - Pokémon: Reto Máximo
    - Pokémon: Batalla Avanzada
    - Pokémon: Batalla de la Frontera [2] (2002-2006)

  - Pokémon: Diamante y Perla (2006-2010)
    - Pokémon Diamante y Perla: Dimensión de Batalla
    - Pokémon Diamante y Perla: Batallas Galácticas
    - Pokémon Diamante y Perla: Los Vencedores de la Liga Sinnoh

  - Pokémon: Negro y Blanco (2010-2013)
    - Pokémon: Negro y Blanco: Destinos Rivales
    - Pokémon: Negro & Blanco: Aventuras en Unova
    - Pokémon: Negro & Blanco: Aventuras en Unova y Más Allá

  - Pokémon: XY (2013-2015)
  - Pokémon: XY&Z (2015-2016)
  - Pokémon: Sol & Luna (2016-presente)
- Popolocrois Monogatari
- Pretty Rhythm
  - Pretty Rhythm: Aurora Dream
  - Pretty Rhythm: Dear My Future
  - Pretty Rhythm: Rainbow Live
  - Pretty Rhythm: All Star Selection
- PriPara
  - Idol Time PriPara
- Re:Zero kara Hajimeru Isekai Seikatsu
- Renai Boukun
- Ruy, el pequeño Cid (1983-1984)
- Saber Marionette
  - Saber Marionette J (1996-1997)
  - Saber Marionette J to X (1998-1999)
- Sailor Moon (TV Asahi)
- Samurai (2012-2026)
- Saki
  - Saki Zenkoku-hen
- Sengoku Musou
- Shakugan no Shana (TV Aichi)
  -  Shakugan no Shana Second (AT-X)
  - Shakugan no Shana III (Tokyo MX TV)
- Shaman King
- Shijō Saikyō no Deshi Ken'ichi
- Shoujo Kakumei Utena
- Shugo Chara!
  - Shugo Chara!! Doki (AT-X)
  - Shugo Chara! Party!
- Sket Dance
- Skip Beat!
- Slayers
  - Slayers Next
  - Slayers Try
  - Slayers Revolution
  - Slayers Evolution-R (AT-X)
- Sonic X
- Sousei no Onmyouji
- Soreike! Zukkoke Sanningumi
- Soul Eater
  - Soul Eater Not!
- Spy x Family
- Sword Art Online (Tokyo MX)
- Tamagotchi! (2009)
  - Tamagotchi! Yume Kira Dream
  - Tamagotchi! Miracle Friends
  - GO-GO Tamagotchi!
- Tegami Bachi
  - Tegami Bachi Reverse
- Tengen Toppa Gurren-Lagann
- Tenku Senki Shurato
- The Prince of Tennis
  - The New Prince of Tennis
- The Vision of Escaflowne
- To Be Hero
- Tokyo Mew Mew
- Tokyo Pig
- Tonari no Kaibutsu-kun
- Toradora!
- Transformers
  - Transformers Armada
  - Transformers Cybertron (TV Aichi)
  - Transformers Energon
  - Transformers Roots in Diguise
- Trigun
- Trinity Seven
- Ultimate Muscle
  - Kinnikuman Nisei - Ultimate Muscle
  - Kinnikuman Nisei - Ultimate Muscle 2
- Vampire Knight
  - Vampire Knight Guilty
- Virtua Fighter
- Voltron
- Wagamama Fairy Mirmo de Pon!
- Wedding Peach
- Yaiba (1993-1994)
- Yakitate!! Japan
- Yami Shibai
- Yo-kai Watch
- Yowamushi Pedal
  - Yowamushi Pedal GRANDE ROAD
- Yu-Gi-Oh! Duel Monsters (2000-04-18 a 2004-09-29)
  - Yu-Gi-Oh! GX
  - Yu-Gi-Oh! 5D's
  - Yu-Gi-Oh! ZEXAL
  - Yu-Gi-Oh! ZEXAL II
  - Yu-Gi-Oh! Arc-V
  - Yu-Gi-Oh! Vrains
  - Yu-Gi-Oh! Sevens
  - Yu-Gi-Oh! Go Rush!!
- Yumeiro Patissiere
- Yuru Camp△ (Tokyo MX)
- YuruYuri
- Zenki
- Zettai Karen Children
  - Courtesy of Zettai Karen Children - The Unlimited - Hyōbu Kyōsuke
- Zettai Muteki Raijin-Oh
  - Genki Bakuhatsu Ganbaruger
  - Nekketsu Saikyo Gozaurer
- Zukkoke Knight: Don De La Mancha

### telenovela
- Amarte así
- Amar a muerte
- Amores de mercado (telenovela colombiana)
- Alguien te mira (telenovela estadounidense)
- Bajo el mismo cielo (telenovela)
- Bella Calamidades
- Corazón partido
- Doña Bárbara (telenovela de 2008)
- Flor salvaje
- Gata salvaje
- Gitanas (telenovela)
- La Doña (telenovela de 2016)
- La ley del silencio (telenovela)
- La mujer en el espejo
- La Tormenta (telenovela de 2005)
- La traición (telenovela estadounidense)
- La viuda de Blanco (telenovela estadounidense)
- Las Bandidas
- Los herederos Del Monte
- El clon (telenovela)
- El cuerpo del deseo
- El magnate
- El Señor de los Cielos
- El Zorro: la espada y la rosa
- Marina (telenovela)
- Te voy a enseñar a querer
- Tierra de pasiones (telenovela)
- Tierra de reyes
- Sin senos sí hay paraíso
- Daniela (telenovela)
- Pasión de gavilanes
- Pecados ajenos
- Victoria (telenovela estadounidense)

### Dramas
- Tadashii Ouji no Tsukuri Kata (2008)
- Delicious Gakuin (2007)
- IS (2011)
- Vampire Heaven (2013)
- "Entre tu amor y mi amor" (Separated by Love) (2017)